# Torres Del Río
Torres Del Río település Spanyolországban, Navarra autonóm közösségben. Torres Del Río Lazagurría, Sansol, Bargota, Armañanzas és Mendavia községekkel határos. Lakosainak száma 115 fő (2024).

## Népesség
A település népessége az elmúlt években az alábbi módon változott:
| Lakosok száma | 180  | 169  | 158  | 154  | 144  | 135  | 128  | 126  | 121  | 115  |
|               | 2001 | 2004 | 2007 | 2009 | 2012 | 2014 | 2017 | 2019 | 2022 | 2024 |